# Дорошенко Віталій Аврамович
Віталій Аврамович Дорошенко (21 жовтня 1941, Одеса — 23 грудня 2019, Київ) — український актор кіно та дубляжу. Заслужений артист України (2004).

## Життєпис
Народився 21 жовтня 1941 року у Одесі.
У 1965 році закінчив акторський факультет Київського державного інституту театрального мистецтва імені Івана Карпенка-Карого.
Був актором кіностудії імені Олександра Довженка та членом Національної спілки кінематографістів України.
Займався озвученням та дубляжем фільмів українською та російською мовами.
Помер 23 грудня 2019 року у Києві на 79-му році життя після важкої хвороби.

## Фільмографія
- «Ключі від неба» (1964)
- «Місяць травень» (1965)
- «Немає невідомих солдатів» (1965)
- «Хочу вірити» (1965)
- «Чому посміхалися зорі» (1966)
- «Гніт» (1966)
- «Великі клопоти через маленького хлопчика» (1967)
- «Непосиди» (1967)
- «Втікач з „Янтарного“» (1968)
- «Гольфстрим» (1968)
- "Помилка Оноре де Бальзака» (1968)
- «Розвідники» (1968)
- «Початок невідомого століття» (1969)
- «Та сама ніч» (1969)
- «Мир хатам, війна палацам» (1970)
- «Де ви, лицарі?» (1971)
- «Зозуля з дипломом» (1971)
- «Лада з країни берендеїв» (1971)
- «Тронка» (1971)
- «За твою долю» (1972)
- «Тільки ти» (1972)
- «Ні пуху, ні пера» (1973)
- «Поцілунок Чаніти» (1974)
- «Хвилі Чорного моря» (1975)
- «Пам'ять землі» (1976)
- «За п'ять секунд до катастрофи» (1977)
- «Червоні дипкур'єри» (1977)
- «Втеча з в'язниці» (1977)
- «Народжена революцією» (1977)
- «Маршал революції» (1978)
- «Море» (1978)
- «Київські зустрічі» (1979)
- «Мужність» (1980)
- «Петля Оріона» (1981)
- «Танкодром» (1981)
- «В лісах під Ковелем» (1984)
- «Дві версії одного зіткнення» (1984)
- «Матрос Желєзняк» (1985)
- «Подвиг Одеси» (1985)
- «Розмах крил» (1986)
- «Дивовижна знахідка, або Самі звичайні чудеса» (1986)
- «Топінамбури» (1987)
- «Земляки» (1988)
- «Сьогодні і завжди» (2002)